# Luis Cabrera (Boxer)
Luis Angel Cabrera Machado (* 20. Mai 1995 in Bolívar) ist ein venezolanischer Boxer im Leichtgewicht.

## Karriere
Luis Cabrera begann 2005 mit dem Boxen, ist 176 cm groß und Linksausleger. Er wurde 2014 venezolanischer Meister und gewann 2015 die Panamerikaspiele-Qualifikation in Mexiko mit Siegen gegen Pierre-Marie Pelissier, Kevin Muñoz, Jose Rosario und Faider Hernandez. Bei den Panamerikaspielen 2015 in Kanada schied er dann aber im ersten Kampf gegen Elvis Rodríguez aus. Bei den Panamerikameisterschaften 2015 in Venezuela gewann er nach Halbfinalniederlage gegen Robson Conceição eine Bronzemedaille. Zuvor hatte er Carlos Balderas und Nelson Diaz besiegt. Bei den Weltmeisterschaften 2015 in Katar schlug er Mohamed Sadiq, ehe er im Achtelfinale gegen Sofiane Oumiha unterlag.
2016 gewann er die amerikanische Olympiaqualifikation in Argentinien gegen Henry Lebron, Michael Alexander, David Gauthier und Teófimo López. Er nahm daraufhin an den Olympischen Spielen 2016 in Brasilien teil, wo er im ersten Duell gegen Daisuke Narimatsu verlor.
Durch den Gewinn einer Bronzemedaille bei den Panamerikameisterschaften 2017 in Honduras qualifizierte er sich zur Teilnahme an den Weltmeisterschaften 2017 in Deutschland, wo er Jean John Colin und Reda Benbaziz besiegte. Beim Kampf um den Einzug in die Medaillenränge schied er dann gegen Dordschnjambuugiin Otgondalai aus.
2018 gewann er die Silbermedaille bei den Südamerikaspielen in Bolivien und 2019 eine Bronzemedaille bei den Panamerikanischen Spielen in Peru.

### WSB
Seit 2015 boxt Luis Cabrera für das Team „Caciques de Venezuela“ in der World Series of Boxing (WSB).